# Бойова (річка)
Бойова (рос. канава Боевая) — річка в Україні у Сновському районі Чернігівської області. Ліва притока річки Єлінки (басейн Десни).

## Опис
Довжина річки приблизно 11,78 км, найкоротша відстань між витоком і гирлом — 10,86  км, коефіцієнт звивистості річки — 1,08 . Формується багатьма безіменними струмками. Річка (канава) повністю каналізована.

## Розташування
Бере початок на північно-західній стороні від села Сальне. Тече переважно на південний захід і на північно-східній околиці села Єліне впадає у річку Єлінку, ліву притоку річки Снов.

## Цікаві факти
- На південно-західній стороні від гирла річки розташований музейно-меморіальний комплекс партизанської слави «Лісоград»[2].
- У XIX столітті річки Бойова та Єлінка біля села Єліне не існували[3].